# トヨタ自動車日本国内販売網年表
本稿はトヨタ自動車の日本国内における販売店網の変遷を一覧として記述したもの。
1945年8月：自動車統制会と日本自動車配給は解散したが地方自動車配給が各メーカーの車を一手に販売した。
1946年：
1. トヨタ販売

販売会社は各メーカーの系列として自由に販売すべきとしてトヨタ車販売店の再編成をおこなった。11月16日に「トヨタ自動車販売店組合」の設立総会が開かれ46店が参加した。
1948年：トヨタ販売をトヨタ自動車に名称変更
1. トヨタ自動車

5月に「トヨタ自動車販売店組合」が「トヨタ自動車販売店協会」と名称変更した。この後ドッジラインの影響から経営危機に陥ったトヨタ自動車は、自らの販売部門を「トヨタ自動車販売」として1950年4月3日に設立した。以降1982年の「製販合併」（工販合併とも）まで「トヨタ自動車工業」の製造する自動車は「トヨタ自動車販売株式会社」が販売を担当した。この間の販売店政策は「トヨタ自動車販売」が主導したものである。
1956年3月：トヨペット店系列追加（小型乗用車の販売系列）
1. トヨタ店
2. トヨペット店 (1956年3月-) - コロナ、トヨエース

トヨタ自動車販売は、1956年のトヨペット店展開において、日本ではじめての複数販売網を開始した。トヨタではこの体制を「複数販売店制」と呼ぶ。現在に至るまで、個別の店舗を表すと同時に、その販売網（ディーラーネットワーク）全体を指す各系列名の意味でも用いられている。
1957年2月 ディーゼル店系列追加（ディーゼル車の販売系列）
1. トヨタ店
2. トヨペット店
3. ディーゼル店 (1957年-1988年) - 大型車用ディーゼルエンジンの生産開始に伴う措置。ディーゼル車に限らず、従来のガソリンエンジン搭載の大型トラックとバスのほか、エンジンなどを共用するランドクルーザーを扱う。

1961年6月：パブリカ店系列追加（オーナードライバー層対象、大衆向け乗用車の販売系列）
1. トヨタ店
2. トヨペット店
3. ディーゼル店
4. パブリカ店 (1961年6月-1969年3月) - パブリカ

パブリカ店ではトヨタのそれまでの一府県一店主義を適用せず、府県によっては2社以上の店舗展開としオープン・テリトリー制を採用した。1961年6月時点では22店舗、その後の一年間で54店舗となり、1966年には、ほぼ全国に販売網を完成させた。1961年頃の軽自動車を除いた日本の自動車市場は年間販売台数50万台弱であり、加えて貿易自由化を控え、国外の乗用車の輸入により市場が奪われ、日本国内の自動車産業も不安視されるさなかであり、トヨタ社内でも大衆車生産に乗り出すべきか、おもんばかった上での決断だった。日本のフォルクスワーゲンを目指したパブリカだったが、簡素に過ぎた商品は大衆に理解されず、オープン後のパブリカ店は苦闘の連続だった。
しかしその後パブリカ店に投入されたカローラの販売が好調に推移し、他社のダットサン・サニー、マツダ・ファミリア、スバル1000などと合わせ、「大衆車ブーム」とまで言われ、1966年は「マイカー元年」と名づけられた。
1967年11月：トヨタオート店系列追加　（カローラスプリンター）
1. トヨタ店
2. トヨペット店
3. ディーゼル店
4. パブリカ店 - カローラ、パブリカ
5. トヨタオート店 (1967年11月-1998年8月) - カローラスプリンター

自動車が大衆化する中で、よりスポーティな車種を求める声の高まりに応え、カローラスプリンターが投入された。多様化したユーザーの要望、ユーザーの年齢・収入・嗜好などにあわせた自動車の選択肢の提供体制を、トヨタは「ワイド・セレクション」、「フル・ライン体制」と呼んだ。
1969年3月：パブリカ店をトヨタカローラ店へ名称変更
1. トヨタ店
2. トヨペット店
3. ディーゼル店
4. トヨタカローラ店 (1969年3月-)
5. トヨタオート店

1970年代にはディーゼル店販売網は縮小し、1974年には2店舗、1980年1月には1店舗となり1989年1月で終了した。
1980年4月：トヨタビスタ店を追加
1. トヨタ店
2. トヨペット店
3. トヨタカローラ店
4. トヨタオート店
5. トヨタビスタ店 (1980年4月-2004年5月) - クレスタ、ブリザード

1982年には「トヨタ自動車工業」と「トヨタ自動車販売株式会社」が「製販合併」（工販合併）し、「トヨタ自動車」となる。
1998年8月18日にトヨタオート店をネッツトヨタ店へ改称
1. トヨタ店
2. トヨペット店
3. トヨタカローラ店
4. ネッツトヨタ店
5. トヨタビスタ店

2004年5月：ネッツトヨタ店とトヨタビスタ店をネッツ店として統合
1. トヨタ店
2. トヨペット店
3. トヨタカローラ店
4. ネッツ店

2005年8月：トヨタブランド以外で初の販売網、レクサス店を追加
1. トヨタ店
2. トヨペット店
3. トヨタカローラ店
4. ネッツ店
5. レクサス店

レクサスは米国での成功から、販売網だけにとどまらず、トヨタではない新ブランドとして、日本国内でも展開されはじめた。販売店名となる以前の「トヨペット」も、車名であるとともにトヨタではないトヨペットブランドであり、同様の試みであった。